# شون هوب
شون هوب (بالإنجليزية: Sean Hoppe)‏ هو لاعب دوري الرغبي نيوزيلندي، ولد في 19 يناير 1971 في أوكلاند في نيوزيلندا.